# Vade
Vade kaldes den ved ebben tørlagte jord i Vadehavet. Med slikvade og sandvade findes der to typer af vade. Vade er den karakteristiske landskabsform ved den sønderjyske vestkyst. Vaden er ubevokset (modsat marsken, der er bevokset), dog kan der dannes tueagtige formationer af kveller og vadegræs som partier på vaden.
Vade er en Natura 2000-naturtype med betegnelsen 1140 Mudder- og sandflader der er blottet ved ebbe.
Det største område i Danmark med naturtypen er Vadehavet, men den findes også syd for Læsø, i Mariager Fjord og langs sydkysten af Lolland.

## Terrænformer
Vade kan dannes på steder, hvor forskellen på ebbe (lavvande) og flod (højvande) er meget stor, således er vandstandsforskellen i det danske vadehav mellem 1,5 og 2 m. Efter som hældningen på vaderne er meget lille, kan vader omfatte betydelige strækninger og arealer, hvor de fremtræder som næsten plane (så plane at man for at vise højdeforskelle må måle dem i decimeter). I det danske vadehav udgør vaderne omkring 60% af Vadehavets samlede flade.
Vaderne udviser en tendens til at være lidt højere nærmest de render og priler, der som lavninger fører tidevandet ind. Det skyldes, at når tidevandets strømhastighed aftager, aflejres det materiale, det har medført, hvorved terrænet bliver en anelse højere end fjernere fra renderne, der ofte kan fremstå som mere eller mindre vanddækkede lavninger under ebbetider.

## Dyrelivet
På vaderne findes en rig dyreverden i form af orme, muslinger, krebsdyr, strandsnegle og lignende. Dyrene kan enten leve nedgravet i vadens slik eller - for strandsneglens vedkommende - på denne. Dyrelivet medvirker til at kitte vadens slik sammen og bidrager med næringsstoffer i form af ekskrementer og organisk materiale.
Blandt de dyr, der lever nede i vaden, kan nævnes hjertemusling, sandmusling, østersømusling, dyndsnegl, slikkrebs, sandorm og børsteorme (fx Nereis diversicolor, Scoloplos armiger og Pygospio elegans). Arterne er ujævnt og uens fordelt efter bundens tilstand og vandets dækningstidslængde: nærmest højvandslinjen (nærmest land) findes dyndsneglen og slikkrebsen (i karakteristiske U-formede rør) samt børsteormen Pygospio elegans (i Y-formede rør), længere ude med længere vanddækningstid findes hjertemusling, sandmusling, østersømusling, sandorm og børsteormen Scoloplos armiger, og længst ude børsteormen Nepthys hombergi.
Visse arter stiller især krav til bundens beskaffenhed: pebermuslingen Scrobicularia plane findes kun på slikvade, aldrig på sandvade, mens børsteormen Scoloplos armiger og tangloppen Bathyporeia pilosa er karakteristiske for sandvader.
- Hjertemusling
- dyndsnegl
- Østersømusling
- Slikkrebs
- Børsteormen Pygospio elegans
- Sandorm
- tangloppen Bathyporeia pilosa
- Scoloplos armiger